# Nikomedes (Mathematiker)
Nikomedes (griechisch: Νικομήδης; * um 280 v. Chr.; † um 210 v. Chr.) war ein griechischer Mathematiker.
Nikomedes führte die sogenannte Konchoide des Nikomedes (Muschelkurve) ein, mit deren Hilfe er geometrische Probleme der Antike lösen konnte. Außerdem befasste sich Nikomedes mit der Quadratur des Kreises.
Zu den Lebensdaten des Nikomedes liegen keine genauen Quellen vor. Nikomedes nimmt jedoch in seinen Schriften auf das Werk des Eratosthenes (~276/273 v. Chr.–194 v. Chr.) Bezug, danach müsste er etwa um die gleiche Zeit wie Eratosthenes oder etwas später gelebt haben. Die Bezeichnung bestimmter Kurven als Konchoid-ähnlich in den Überlieferungen des Apollonios von Perge (~262 v. Chr.–190 v. Chr.) kann auch als Bezug auf Nikomedes Werk ausgelegt werden, woraus abgeleitet wird, das Apollonios etwa um die gleiche Zeit wie Nikomedes oder etwas später gelebt haben muss.